# Rajmund Lehnert
Rajmund Lehnert (* 14. März 1965 in Wielowieś, Polen) ist ein ehemaliger deutscher Radrennfahrer.

## Sportliche Laufbahn
Lehnert (auch Raimund Lehnert) war Straßenradsportler und Teilnehmer der Olympischen Sommerspiele 1988 in Seoul. Dort startete er im Mannschaftszeitfahren. Der deutsche Straßenvierer mit Ernst Christl, Bernd Gröne, Rajmund Lehnert und Remig Stumpf belegte den 6. Platz.
Lehnert startete für den RC Olympia Dortmund. 1990 gewann er mit Rolf Aldag, Michael Rich und Kai Hundertmarck bei den UCI-Straßen-Weltmeisterschaften die Bronzemedaille im Mannschaftszeitfahren. 1984 wurde er Vize-Meister im Straßenrennen der Amateure hinter Thomas Freienstein. 1987 gewann er die Brügelmann-Champion-Wertung, eine Jahreswertung für Amateure des Bundes Deutscher Radfahrer (BDR). 1989 wurde er Militärweltmeister im Straßenrennen vor Kai Hundertmarck. Etappensiege holte Lehnert in der Texas-Rundfahrt 1987, in der Niedersachsen-Rundfahrt 1989, in der Kuba-Rundfahrt 1990 (zweifach), im Miller Superweek 1990 und 1992, in der Route du Sud, 1990, 1993 in der Mexiko-Rundfahrt sowie in der Tour du Vaucluse 1994. 1992 wurde er Gesamtsieger der Coca-Cola Trophy.
Zweite Plätze holte Lehnert in der nationalen Meisterschaft im Mannschaftszeitfahren 1987, bei Köln–Schuld–Frechen 1989. 1988 fuhr er die Internationale Friedensfahrt und wurde 48. der Gesamtwertung. 1985 war er 30. in der Polen-Rundfahrt. 1991 wurde er Berufsfahrer im Radsportteam Histor-Sigma und blieb bis 1994 aktiv.

## Berufliches
Nach seiner Karriere als Radrennfahrer eröffnete er eine Naturheilpraxis in Kamen.